# 藤原乙叡
藤原 乙叡（ふじわら の たかとし）は、奈良時代から平安時代初期にかけての公卿。藤原南家、右大臣・藤原継縄の次男。官位は従三位・中納言。

## 経歴
内舎人・兵部少丞を経て、延暦3年（784年）従五位下・侍従に叙任される。延暦4年（785年）権少納言に任ぜられると、延暦5年（786年）正五位下・少納言に叙任されるなど、藤原南家の嫡流であったことに加え、母・百済王明信が桓武天皇の寵姫となったために、延暦年間前半は桓武天皇の身近に仕え急速に昇進する。
のち、中衛少将・兵部大輔・右兵衛督といった武官を歴任し、延暦10年（791年）従四位下に叙せられる。延暦12年（793年）左京大夫に遷り、翌延暦13年（794年）平安京への遷都が行われると34歳にして参議に任ぜられ、父・継縄と共に親子で公卿に列した。またこの頃、桓武天皇が乙叡の邸宅に行幸を行っている。
桓武朝後半も、右衛士督・中衛大将・兵部卿など主に武官を兼帯する一方、延暦16年（797年）従四位上、延暦18年（799年）正四位下、延暦19年（800年）従三位と昇叙を重ねる。延暦22年（803年）権中納言に任ぜられた。
延暦25年（806年）平城天皇の践祚後まもなく中納言に昇進する。しかし、翌大同2年（807年）に発生した伊予親王の変に連座して解官された。これは、天皇が皇太子であった頃の宴席で、乙叡は近くに座り酒を吐くという無礼を働いたことがあり、天皇がこれを恨んでいたことが原因とされる。乙叡は赦されて自邸に戻ったのち自らの罪がないことを知り、これを憂いたまま没したという。大同3年（808年）6月3日薨去。享年48。最終官位は散位従三位。

## 人物
性格は頑なで驕り高ぶるところがあった。また妾を好み、山水の妙地に多数の別荘を建て、女性を伴って連夜宿泊することもあったという。

## 官歴
注記のないものは『六国史』による。
- 宝亀9年（778年） 2月：内舎人[3]
- 天応2年（782年） 6月：兵部少丞[3]
- 時期不詳：正六位上
- 延暦3年（784年） 5月19日：従五位下。7月13日：侍従
- 延暦4年（785年） 正月27日：権少納言
- 延暦5年（786年） 正月7日：従五位上。6月9日：少納言。10月20日：正五位下
- 延暦6年（787年） 3月22日：右衛士佐。5月25日：中衛少将
- 延暦7年（788年） 2月6日：兼下総守
- 延暦8年（789年） 11月：大蔵少輔[3]
- 延暦9年（790年） 3月10日：兼信濃守。3月26日：兵部大輔兼右兵衛督、侍従守如元
- 延暦10年（791年） 10月12日：従四位下
- 延暦12年（793年） 5月4日：左京大夫[3]
- 延暦13年（794年） 10月27日：参議[3]、左京大夫如元
- 延暦14年（795年） 2月2日：兼侍従山城守[3]。19日：兼主馬首、大夫守如元[3]
- 延暦15年（796年） 正月19日：兼伊予守[3]。6月1日：右衛士督[3]
- 延暦16年（797年） 正月7日：従四位上。2月9日：兼越前守。3月11日：兼中衛大将
- 延暦18年（799年） 正月：正四位下[3]。4月11日：兼兵部卿、中衛大将越前守如故
- 延暦19年（800年） 正月7日：従三位[3]
- 延暦20年（801年） 8月11日：兼山城守[4]
- 延暦22年（803年） 正月14日：兼近江守[3]。閏10月27日：権中納言、中衛大将守如元[3]
- 延暦25年（806年） 3月18日：山作司（桓武天皇崩御）。4月18日：中納言。4月21日：兼兵部卿。5月24日：衛門督[3]
- 大同2年（807年） 5月11日：解官（伊予親王の変連座）[3]
- 大同3年（808年） 6月3日：薨去（散位従三位）

## 系譜
『尊卑分脈』による。
- 父：藤原継縄
- 母：百済王明信（百済王理伯の娘）
- 妻：久須元子（久須褒女）
  - 男子：藤原貞雄
- 生母不詳の子女
  - 男子：藤原道麿
  - 男子：藤原雄俊
  - 男子：藤原宗我麿
  - 男子：藤原坂田麿
  - 女子：藤原平子（?-833）- 桓武天皇後宮
  - 女子：藤原叡子 - 藤原濱雄室